# 片倉宗景
片倉 宗景（かたくら むねかげ、寛政10年（1798年） - 明治4年（1871年））は、江戸時代後期の伊達家重臣。白石片倉家第11代当主。
父は片倉景貞。子は片倉邦憲。幼名は三之助。通称は小十郎。仙台藩11代藩主伊達斉邦の従兄でもある。

## 略歴
寛政10年（1798年）、白石片倉家第10代当主片倉景貞の子として生まれる。文政元年（1818年）、父景貞が病で隠居したため、家督相続して白石城主となる。文政2年（1819年）、白石城が火災で全焼する。文政3年（1820年）、幕府の許可を取り白石城の再建を開始し、文政12年（1832年）に完成した。天保13年（1842年）、奉行（家老）となる。二宮尊徳の弟子倉田耕之進を登用して、天保の大飢饉で疲弊した領内の復興を図る。安政6年（1859年）、先祖片倉景綱以来200年偉業を墜さず白石城を保つ功績を賞され、一家上席に進む。文久3年（1863年）、藩主伊達慶邦に従い上京し、孝明天皇が石清水八幡宮に攘夷祈願の行幸を行った際に先陣供奉を務める。元治元年（1864年）、隠居して家督を嫡男の邦憲に譲る。明治4年（1871年）死去。墓所は宮城県白石市の片倉家廟所。